# Rafael Sanus
Rafael Sanus Abad (Alcoy, 29 de agosto de 1931 - Burjasot, 13 de mayo de 2010) fue un eclesiástico español, obispo auxiliar de Valencia.

## Biografía
Cursó los estudios eclesiásticos en el Seminario Metropolitano de Valencia, después de haber cursado estudios de derecho civil. Es licenciado en Teología por la Universidad Gregoriana de Roma.

Un desgraciado accidente en plena juventud le dejó privado de un brazo, por lo que para ser ordenado sacerdote tuvo que pedir dispensa a Pío XII. El 22 de junio de 1958 ofició en Valencia su primera misa.

Ha sido rector del Colegio Mayor San Juan de Ribera de Burjasot de 1960 a 1969, profesor y rector del Seminario Metropolitano de Valencia de 1969 a 1976, director del Convictorio Sacerdotal, colegial perpetuo y rector del Real Colegio Seminario del Corpus Christi de Valencia de 1985 a 1989, canónigo de la Iglesia Catedral y vicario general del Arzobispado de Valencia 1978 a 1984 y Presidente Delegado del Sínodo Diocesano de Valencia de 1986 a 1989.

El Papa Juan Pablo II lo nombró, el 3 de febrero de 1988, obispo titular de Geramaciana y auxiliar del arzobispo . Recibió la ordenación episcopal el 12 de marzo del mismo año en la Catedral Metropolitana de Valencia. Al fallecer en accidente de tráfico el arzobispo Miguel Roca Cabanellas el 8 de enero de 1992 fue designado administrador diocesano, hasta el 3 de octubre inmediato que tomó posesión del Arzobispado su arzobispo Agustín García-Gasco. El 17 de noviembre de 2000. Sanus dimitió tras las desavenencias surgidas con el Arzobispo, Agustín García Gasco, alegando «falta de comunión episcopal», aunque también tuvo que ver su interés por el uso del valenciano en la liturgia, pasando a ser Obispo auxiliar emérito.

En la Conferencia Episcopal Española trabajo en las comisiones episcopales de Seminarios y Universidades (1990-1993) y de Patrimonio cultural (1993-2000)

## Pensamiento
Doctor en Teología, fue profesor de dicha asignatura en la Universidad Católica de Valencia. Destacado durante la transición política por su expreso apoyo a la línea más progresista de la Conferencia Episcopal encabezada por el cardenal Vicente Enrique y Tarancón. Sus posiciones de tolerancia y progreso le condenaron al ostracismo a la llegada del cardenal Agustín García-Gasco a la diócesis valenciana, hasta el punto de que se le prohibió dar la confirmación y debió abandonar su residencia habitual durante 24 años en el Colegio del Corpus Christi. Se argumentó una norma del colegio del siglo XVII para su salida del mismo:

Item que de ninguna manera se admita persona, de cualquier estado y condición que sea, por huésped en esta Casa, pues de esto se seguirían muchos inconvenientes, assí en quebrantamiento de la clausura como en perturbación de los exercicios de toda la Casa.

Y todo ello a pesar de que fueron consultadas distintas autoridades eclesiásticas, algunas de las cuales calificaron como "barbaridad" la expulsión. Entonces Sanus se marchó el mismo día que se lo comunicaron y pidió y obtuvo las jubilación como obispo auxiliar.
Su presencia y autoridad moral en Valencia, le permitió que el arzobispo Carlos Osoro, sucesor de García-Gasco, con quien mantenía serias diferencias, no obstante le mantuviera a su lado. Considerado por Osoro como un hombre de gran inteligencia, gran maestro y formador, destacó que:

Fue capaz con su trabajo, con su acción y con la confianza que le dieron los obispos, de hacer un clero con un altura de miras especial, con una dimensión intelectual muy profunda, y espiritualmente muy honda.